# Kulturbrauerei

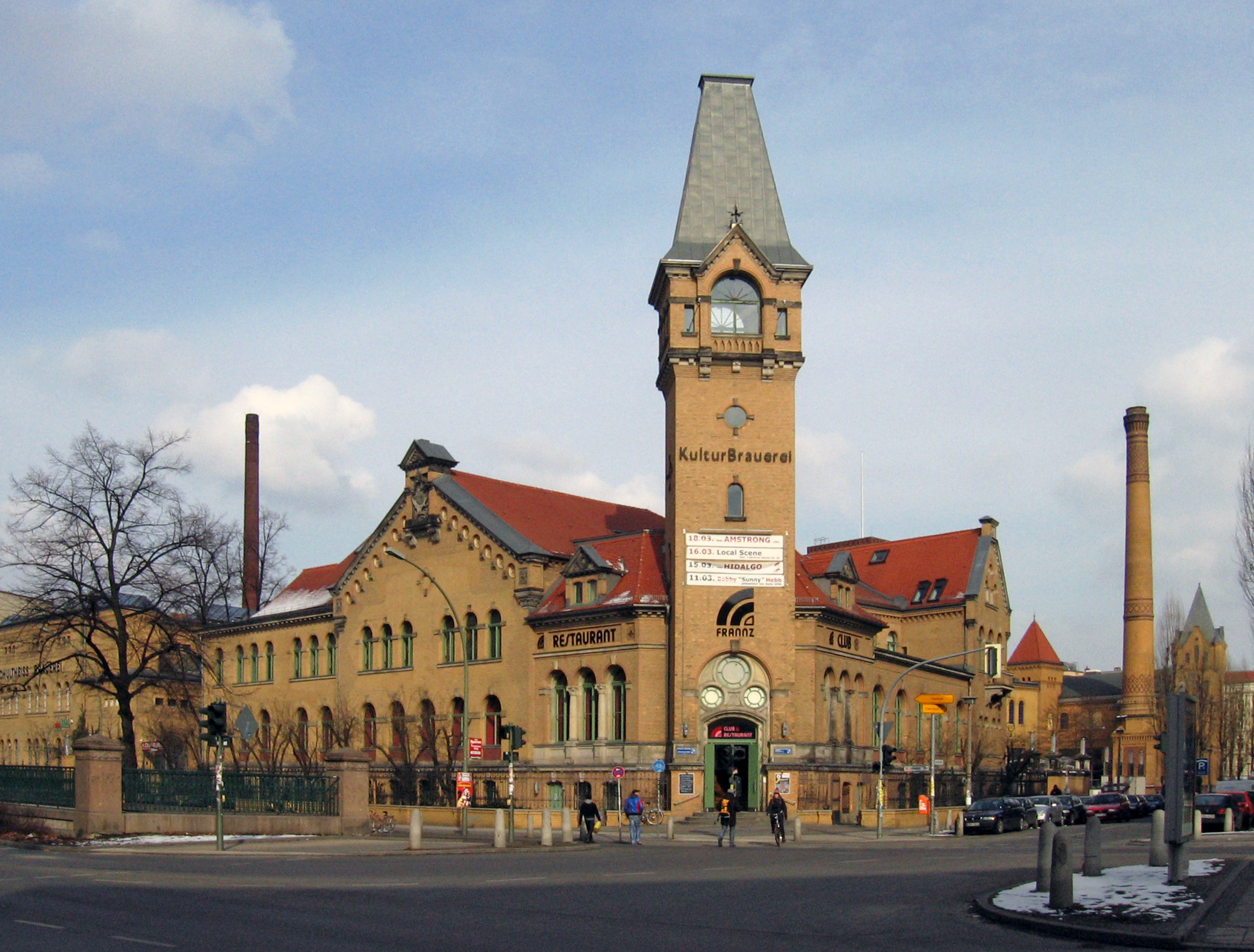
El Kulturbrauerei visto desde el cruce de las calles Schönhauser Allee y Sredzkistraße.

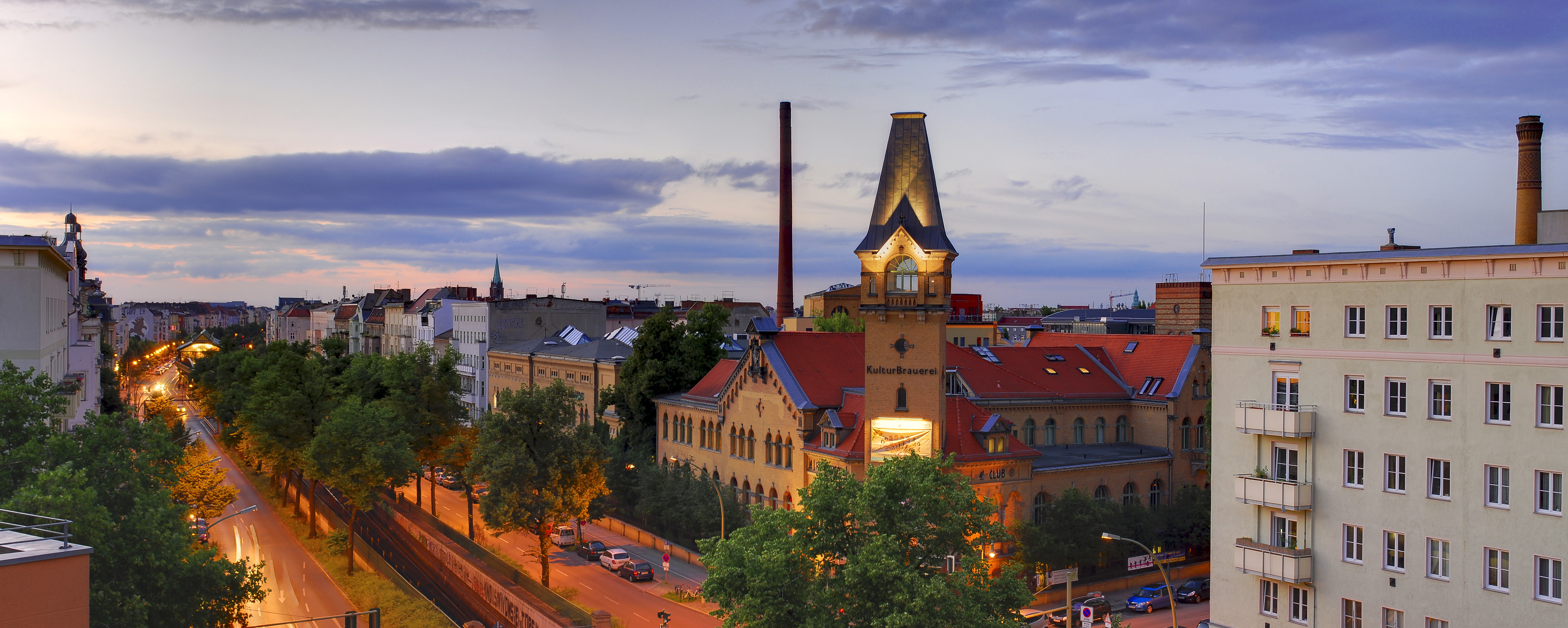
El Kulturbrauerei sobre la Schönhauser Allee.

Kulturbrauerei (literalmente, «Cervecería cultural») es un complejo de edificios en Berlín, Alemania, de 25.000 metros cuadrados. Originalmente construido y operado como una cervecería. Sus patios y arquitectura única se protegen como monumento desde 1974, y es uno de los pocos ejemplos bien conservados de la arquitectura industrial de Berlín, que data de fines del siglo XIX.
Es apoyado por el Treuhandliegenschaftsgesellschaft (TLG) y opera comercialmente como un centro cultural en el barrio de Kollwitz, Prenzlauer Berg (distrito de Pankow). Cuenta con cines, teatros, clubes y salas de reuniones. Está situado cerca de la estación Eberswalder Strasse del Metro de Berlín.